# President van Italië

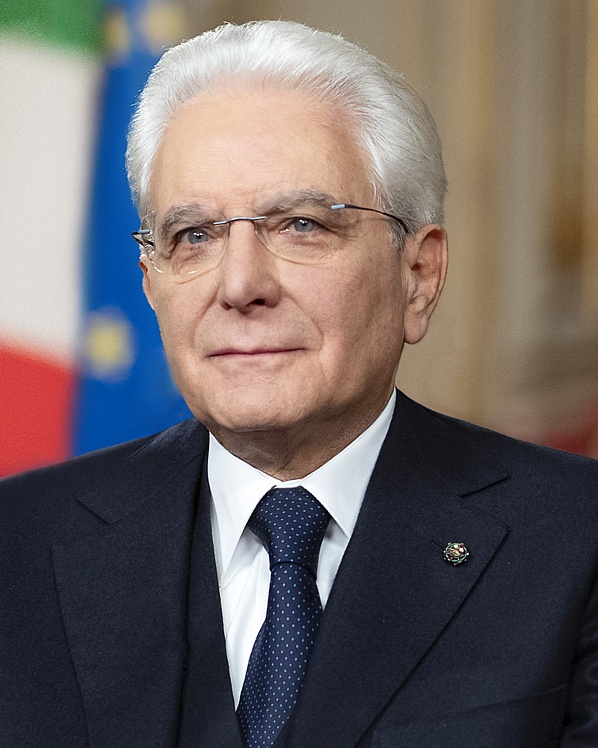
Sergio Mattarella, president van Italië sinds 2015

De vlag van de Italiaanse president

De president van de Italiaanse Republiek (Italiaans: Presidente della Repubblica Italiana) of president van Italië is het Italiaanse staatshoofd en vertegenwoordigt de natie, zoals vastgesteld is in de Italiaanse Grondwet van 1948. De ambtsbekleder wordt voor een ambtstermijn van zeven jaar verkozen door het parlement, aangevuld met vertegenwoordigers van de regio's.
Op 31 januari 2015 werd Sergio Mattarella als president verkozen en op 30 januari 2022 werd hij herkozen.

## Verkiezingen
In de Italiaanse Grondwet is vastgelegd dat iedere Italiaanse burger die ouder is dan vijftig jaar en de algemene burgerlijke en politieke rechten bezit, kan worden verkozen tot president. Ondanks de voorschriften is de gemiddelde leeftijd van de president vaak veel hoger dan het minimum.
De president wordt verkozen door een verenigde vergadering van de Kamer van Afgevaardigden en de Senaat van de Republiek, aangevuld met 58 vertegenwoordigers van de 20 Italiaanse regio's. Elke regionale raad kiest drie afgevaardigden, behalve Valle d'Aosta, waar er maar een wordt geselecteerd. Deze samenstelling van kiesgerechtigden moet ervoor zorgen dat alle minderheidsgroepen vertegenwoordigd worden.
De vergadering van het zittende parlement en van de regionale afgevaardigden om een nieuwe president te verkiezen, vindt 30 dagen voor het eind van de ambtstermijn van de zittende president plaats. De vergadering wordt geleid door de voorzitter van de kamer van afgevaardigden. Indien de kamer ontbonden is, of de ambtstermijn van de kamer binnen drie maanden zal eindigen, zal de presidentiële verkiezing plaatsvinden binnen vijftien dagen nadat het nieuwe parlement is geïnstalleerd. In de tussentijd zal de zittende president zijn ambt voortzetten. Vijf dagen nadat de president officieel verkozen is, treedt hij in functie.
Voordat de president van de republiek zijn functie aanneemt, zweert hij trouw aan de republiek en inachtneming van de constitutie tegenover het zittende parlement.

## Rol van de president
De Grondwet beschrijft alle taken en de macht van de president van de Italiaanse Republiek. Deze taken zijn:
1. De buitenlandse vertegenwoordiging:
  - Het crediteren en ontvangen van diplomaten.
  - Het bekrachtigen van internationale verdragen, op voorstel van de regering en voorafgaand aan de toestemming van de kamers, als dat nodig is.
  - Het uitvoeren van officiële bezoeken in het buitenland, begeleid door een vertegenwoordiger van de regering.
  - De staat van oorlog afkondigen, als beslist door de kamers.
2. De parlementaire functies:
  - Het benoemen van hoogstens vijf Senatoren voor het leven (senatori a vita).
  - Het sturen van berichten naar de Kamers, de kamers bijeenroepen, en/of ze ontbinden. Dit kan niet in de laatste zes maanden van het presidentieel mandaat.
  - Het afkondigen van verkiezingen en de eerste vorming van de nieuwe kamers vastleggen.
3. De wetgevende en normatieve functie:
  - Het legitimeren van de presentatie van de wetsontwerpen in het parlement.
  - Het uitvaardigen van door het parlement goedgekeurde wetten.
  - Het terugsturen van de niet goedgekeurde wetten naar de kamer en vragen om een nieuwe beraadslaging.
  - Het uitvaardigen van decreetwetten, wetgevende decreten en de reglementen die aangenomen zijn door de regering.
4. De soevereiniteit van het volk:
  - Het afkondigen van referenda.
5. De functie van de uitvoerende macht en de politieke functie:
  - Het benoemen van de voorzitter van de Ministerraad (Consiglio dei Ministri) en, op zijn verzoek, de ministers.
  - De eed afnemen en het eventuele ontslag van de regering inwilligen.
  - Het uitvaardigen van administratieve handelingen van de regering.
  - Het benoemen van enkele staatsfunctionarissen van hoge rang.
  - Het leiden van het Consiglio Supremo di Difesa (CSD, ), de Hoogste Raad van Defensie, en het commando van de krijgsmacht in handen houden.
  - Het bij decreet uitvaardigen van de ontbinding van de regionale raden en de verwijdering van de regionale presidenten.
6. De functies op rechtsgebied:
  - Het leiden van het Consiglio Superiore della Magistratura (CSM, ), de Hoge Raad van de Rechterlijke Macht.
  - Het benoemen van een derde van de leden van het Constitutioneel hof (Corte costituzionale).
  - Gratie toestaan en straffen veranderen.

De president kent verder ook de onderscheidingen van de Italiaanse Republiek toe door middel van het presidentiële decreet.
Artikel 89 van de Grondwet schrijft voor dat iedere presidentiële handeling pas geldig is als deze mede-ondertekend is door de ministers, die de verantwoording op zich nemen, en ondertekend door de voorzitter van de Ministerraad. Dit geldt voor iedere handeling met betrekking tot de wetgeving.
Artikel 90 van de Grondwet stelt vast dat de president niet verantwoordelijk is voor de voltooide daden in de uitoefening van zijn functies, behalve bij hoogverraad of bij een aanslag op de Grondwet, waarbij hij onder beschuldiging van het parlement wordt gesteld. De afwezigheid van verantwoordelijkheid geeft de president toestemming om zijn functies te kunnen vervullen. De mede-ondertekening door de minister vermijdt dat er een situatie ontstaat waarin een macht geen onderwerp is van verantwoordelijkheid: de minister die de handeling van de president mede-ondertekent kan ter verantwoording worden geroepen door het parlement of door rechters.
De ondertekening door de president kan verschillende betekenissen hebben, afhankelijk van of de handeling van de president essentieel presidentieel is (de ‘eigen macht’ van de president) of essentieel staatkundig. In het eerste geval verifieert de handtekening van de minister de rechtsgeldigheid van de beslissing van het staatshoofd en de handtekening van de president heeft hier een beslissende waarde. In het tweede geval verifieert de handtekening van de president de legitimiteit van de handeling en heeft de handtekening van de minister een beslissende waarde.
De enige handelingen die de president mag uitvoeren zonder verplichte mede-ondertekening zijn handelingen met betrekking tot het Consiglio Superiore della Magistratura (CSM, de Hoge Raad van de Rechterlijke Macht) en de Consiglio Supremo di Difesa (CSD, de Hoogste Raad van Defensie), informele verklaringen die hij aflegt en zijn eigen ontslag.
In de praktijk heeft iedere president zijn rol en invloedssfeer op een andere manier geïnterpreteerd. In het algemeen zijn de kwaliteiten van de zittende president vooral zichtbaar in tijden van politieke crisis.

## Plaatsvervangende president
Regelingen voor een plaatsvervangende president zijn niet expliciet genoemd in de Italiaanse Grondwet. In artikel 86 van die grondwet is voorgeschreven dat de voorzitter van de senaat de taken van de president van de republiek overneemt tot de dag dat de presidentiële functie van de verkozen president beëindigd zou moeten worden. Zo gaat dit echter niet altijd in zijn werk. Er is geen vervanging nodig in het geval dat het staatshoofd de voorkeur geeft aan een directe inwijding van een nieuwe president, in plaats van op de gebruikelijke dag van beëindiging van het mandaat, zoals gebeurd is bij Enrico de Nicola, Luigi Einaudi, Giovanni Gronchi en Carlo Azeglio Ciampi.
Indien de president slechts tijdelijk afwezig is wordt zijn functie waargenomen door de senaatsvoorzitter.
Door het besluit van president Francesco Cossiga, een liefhebber van vaandels en vlaggen, kan de plaatsvervangende president een insigne krijgen tijdens het uitvoeren van zijn taken als president. Een dergelijk insigne lijkt erg op die van de werkelijke president, maar in plaats van de napoleontische driekleur is het wit met een blauwe rand. Bovendien is het symbool van de republiek niet van goud, zoals gebruikelijk, maar van zilver.

## Mandaat
De beëindiging van de presidentiële functie kan plaatsvinden door:
- het einde van de ambtstermijn van zeven jaar
- vrijwillig ontslag
- overlijden
- permanent letsel, zoals een ernstige ziekte
- ontslag, door een vonnis van een zwaar misdrijf of een aanslag tegen de constitutie
- decadentie, waardoor de zittende president zijn geloofwaardigheid verliest

## Voormalige presidenten
Voormalig presidenten van de republiek worden emeritus president genoemd en hebben tevens het recht om de rest van hun leven zitting te nemen in de senaat. Zij worden zogenaamde senatoren voor het leven.
Sinds de Tweede Wereldoorlog zijn er 12 politici verkozen tot president van Italië. Vaak heeft de president slechts een "notariële" rol vervuld, dat wil zeggen slechts toezicht gehouden op de regering zonder al te vaak in te grijpen. Natuurlijk waren er ook uitzonderingen. Zo heeft Sandro Pertini een belangrijke rol gespeeld; hij was namelijk de eerste president die een regering vormde door een niet-christendemocraat aan te stellen als regeringsleider (Giovanni Spadolini). Ook de opvolger van Pertini, Francesco Cossiga, had een opmerkelijk actieve rol als president. Hij pleitte uitdrukkelijk voor de hervorming van het politieke systeem na de val van de Berlijnse Muur en sprak zelfs over de stichting van een 'tweede republiek'. Toch werd hij ook betrokken bij een schandaal, wat ervoor zorgde dat hij zijn ontslag als president van Italië indiende. Voor het overzicht van alle voormalige presidenten van Italië, zie Lijst van presidenten van Italië. De elfde president van Italië was Giorgio Napolitano, verkozen op 10 mei 2006. Nadat de verkiezing van een nieuwe president in april 2013 in een impasse eindigde, besloot Napolitano, daartoe opgeroepen door de leiders van de grote politieke partijen, zich herverkiesbaar te stellen. Zijn herverkiezing werd door een absolute meerderheid bekrachtigd. Hoewel het niet verboden is, was tot 20 april 2013 geen enkele president beschikbaar geweest voor nog een termijn. In januari 2015 legde Napolitano zijn ambt neer. Hij werd opgevolgd door Sergio Mattarella.